# 松平勇雄
松平 勇雄（まつだいら いさお、1907年〈明治40年〉6月14日 - 2006年〈平成18年〉4月1日）は、日本の政治家。位階は正三位。参議院議員、福島県知事を務めた。初代参議院議長などを務めた松平恒雄は叔父。東京都文京区の区議の松平雄一郎は孫。

## 生涯
1907年（明治40年）6月14日、伊佐須美神社宮司・松平健雄（松平容保の次男）の次男として福島県大沼郡高田町（会津高田町を経て現・同郡会津美里町）に生まれた。旧制目白中学校（現在の中央大学附属高等学校）を卒業し、1933年（昭和8年）に早稲田大学商学部を卒業した。
三菱商事社員、鉄鋼会社社長を経て、1951年（昭和26年）2月12日の参議院補欠選挙に福島地方区から立候補し初当選。1966年（昭和41年）12月3日、第1次佐藤内閣の行政管理庁長官として初入閣し、1967年（昭和42年）11月25日まで務めた。1974年（昭和49年）7月7日の参議院選挙で落選するまで参議院議員を4期23年間務めた。
1976年（昭和51年）9月19日、贈収賄事件で逮捕された木村守江の辞職を受けて行われた福島県知事選に出馬して当選し、1988年（昭和63年）9月18日まで3期12年務めた。任期中には福島県立図書館や福島県立美術館、福島県立博物館などの文化施設を設置し、「文化の知事」と呼ばれた。福島空港の整備、福島放送やテレビユー福島の開局にも尽力した。1983年（昭和58年）、勲一等旭日大綬章を受章した。
2006年（平成18年）4月1日、老衰のため東京都世田谷区野毛一丁目の自宅で死去。98歳没。多磨霊園に葬られた。同年5月9日付官報第4332号に、死亡日付けで正三位に叙せられた旨が掲載された。会津会名誉会員。
2019年(平成31年)4月 孫の松平雄一郎が東京市小石川区第六天町8番地（現在の文京区小日向一丁目）に会津松平邸の有った東京都文京区で区議会議員に初当選した。
文京区では福島県南会津町の協力で松平容保の兄、徳川茂徳(松平 義比)が10代当主であった、一橋徳川邸の有った林町(現千石二丁目)の林町小学校の校庭を会場に毎年トラック2台分の雪の提供を受け、雪に触れる機会の少ない文京区の子ども達の為に会津と雪の交流事業を行っている。
林町(現千石二丁目)には一橋徳川邸が明治以降もあり、小日向第六天町に居住した徳川慶喜も三女鉄子が嫁いだ事もあり頻繁に訪れていたが、本郷の東京帝国大学総長を務めた旧会津藩士山川健次郎男爵らの手により1917年(大正 6年) 会津藩藩校日新館に由来する「至善寮」の名を付して、会津学生寮が開寮され現在も会津出身の学生が日々勉学に励んでいる。
また会津学生寮には小日向第六天の会津松平邸の春秋2回の旧会津藩士達の懇親会から始まった1912年(明治45年)4月20日に設立された会津会の事務局が設置され現在も同地は会津藩との所縁が深い。
2024年10月には松平雄一郎区議ら文京区総務区民委員会が会津若松市を視察し、会津若松市役所、会津若松商工会議所、福島県立博物館の協力で同地の歴史的建造物を保存修景しながら、城下町らしい歴史を大切にしたまちづくりや、デジタル技術を取り込んだものづくり文化の体験や発信の方法を学んだ。

## 人物
- 温厚な人柄で知られており、その笑顔は「松平スマイル」と称された。その一方、清廉潔白を貫く気骨ある性格でも知られていた[4]。自由民主党が福島県知事選挙に松平を擁立した際には、殿様らしいクリーンなイメージを重視したという[1]。
- 宗谷岬にある、江戸時代の会津藩樺太出兵の時亡くなった藩士たちの墓に訪れた際、「たんぽぽや会津藩士の墓はここ」という句を捧げている。